# 하나님의 친구들
 하나님의 친구들 (독일어: Gottesfreunde; 또는 gotesvriunde)이란 비록 떨어져 나갔지만 가톨릭 교회안에 있던 중세시대의 교회와 성도들의 신비적 모임이며, 독일 신비주의의 핵심이다. 1339년에서 1343년 사이에 서방 교회의 분열가운데서 로마 가톨릭 교회의 고난시기인 아비뇽 유수 시절에 시작되었다.  하나님의 친구는 원래  바젤에서 기원하였고, 또 스트라스부르 및 쾰른에서도 매우 중요하였 다. 19세기의 학자들은 이운동이 14세기 신비주의 운동에 영향을 주었으며 프로테스탄트 종교개혁의 선구자로 본다.

## 이름
하나님의 친구라는 이름은 사사기 8:2, 야고보 2: 23, 출 33:11, 시편 138:17, 전도서 7:27, 눅 12:4, 그리고 요한복음 15장 15절에서 사용되었다. 중세시대의 여러 저자들과 마이스터 에크하르트와 그의 추종자들에 의해서 이 개념이 적용되었다.

## 같이 보기
- 독일 신비주의

Margaretha Ebner
- The Friend of God from the Oberland
- 독일신학